# Calciumgluconat
Calciumgluconat ist das Calciumsalz der Gluconsäure.
Calciumgluconat wird als Säureregulator in der chemischen Industrie aber auch in der Lebensmittelindustrie verwendet.
Es wird Lebensmitteln als Komplexbildner, Säureregulator oder Stabilisator zugesetzt.
Es ist in der EU als Lebensmittelzusatzstoff der Bezeichnung E 578 ohne Höchstmengenbeschränkung (quantum satis) für Lebensmittel allgemein zugelassen.
Wegen seiner guten Resorptionseigenschaften ist Calciumgluconat u. a. in der Form des besser löslichen Doppelsalzes Calciumlactatgluconat Bestandteil vieler Calciumpräparate und wird in diätischen Lebensmitteln verwendet. Calciumgluconat hat einen Calciumgehalt von 9 % und eine Löslichkeit in Wasser von 35 g/L bei 25 °C. Ein weiteres Einsatzgebiet ist die Verwendung als so genannter Rieselhilfsstoff.
In der Notfallmedizin kommt Calciumgluconat als Antidot zum Einsatz. Hier wird es beispielsweise lokal bei Verätzungen und systemisch bei Vergiftungen mit der sehr giftigen und ätzenden Flusssäure bzw. Fluorwasserstoff (HF) und Fluoriden eingesetzt. Wirksamer Bestandteil dabei sind die Calciumionen (Ca2+), die in wässriger Calciumgluconatlösung vorliegen. Die Calciumionen verbinden sich mit den freien Fluoridionen (F−) im Körper, die für die schädliche Wirkung der Flusssäure verantwortlich sind, unter Bildung des unlöslichen Calciumfluorids (CaF2) und machen sie somit unschädlich. Außerdem sorgt das Calciumgluconat dafür, dass sich der Calciumspiegel, der aufgrund der Reaktion von körpereigenem Calcium mit Fluoridionen gesunken ist, wieder normalisiert. Notfalls können als Erste-Hilfe-Maßnahme auch andere calciumhaltige Mittel verabreicht werden; beispielsweise kann es helfen, Milch zu trinken, um damit die Resorption der Fluoridionen zu hemmen.
Calciumgluconat ist ein Antidot von Magnesium, weshalb es bei intravenöser Verabreichung von Magnesium bereitgehalten werden soll.
In der Veterinärmedizin wird Calciumgluconat meist zur Therapie hypokalzämischer Zustande genutzt. Diese treten besonders häufig in akuter Form bei Milchkühen um den Geburtszeitpunkt herum auf und werden dann als Milchfieber, Kalbefieber oder Gebärparese bezeichnet.
Zur Prävention der Osteoporose trägt eine vermehrte Calcium-Aufnahme von etwa 1 g/Tag bei (Basistherapie DVO).
Calciumgluconat wird auch zur Soforttherapie einer Hyperkaliämie eingesetzt, um der K+-bedingten Depolarisation, besonders am Herzen, entgegenzuwirken. Dabei müssen die Kontraindikationen, Hypercalcämie und Therapie mit Herzglykosiden beachtet werden. Die Dosierung beträgt 10 ml Calciumgluconat 10 %, die Wirkung ist kurzfristig (30 Minuten).